# Dungen
Dungen est un groupe suédois de rock psychédélique, originaire de Stockholm. Il est influencé par la musique folk suédoise, le rock psychédélique des sixties et le rock progressif (notamment la scène suédoise). Le groupe est mené par le chanteur-compositeur et multi-instrumentiste Gustav Ejstes. Le guitariste Reine Fiske collabore depuis le premier album.
En 2004, leur album Ta det lungt est bien accueilli par les critiques et assoit la réputation internationale du groupe. En 2006, ils partent en tournée avec Wolfmother et The Tucker B en Australie. Sorti en 2007, Tio Bitar ne reçoit pas le même engouement par le public.

## Biographie
Après deux albums vinyles publiés au label suédois Subliminal Sounds, Dungen signe brièvement chez Dolores Recordings (une succursale de Virgin Records) en 2002, sur lequel ils sortent le CD Stadsvandringar et trois singles, dont un issu de Djungelboken 2 (version suédoise du Livre de la jungle 2).  Ejstes revient au label indépendant Subliminal Sounds.
L'album Ta det lugnt est bien accueilli par les critiques et assoit la réputation internationale du groupe. Ainsi, ils tournent deux fois aux États-Unis et signent un contrat de distribution pour le Royaume-Uni et les États-Unis. Dungen jouent aussi le morceau Panda au talk show Late Night with Conan O'Brien. En 2006, Dungen joue au Bonnaroo Music Festival et tourne avec Wolfmother et Tucker B en Australie. Dungen sort son quatrième album, Tio bitar, le 25 avril 2007, mais n'effectue aucune tournée en son soutien.
Leur sixième album, intitulé Skit i allt, est publié en 2010. Le groupe prend part au ATP New York 2010 de Monticello, à New York, en septembre 2010. Vers 2014, le groupe entreprend un projet de création d'un film pour The Adventures of Prince Achmed. Ils jouent occasionnellement la pièce au Marfa Myths Festival de Marfa (Texas).
Ils annoncent un septième album en avril 2015, avant sa sortie le 25 septembre 2015. Intitulé Allas sak, le titre de l'album se traduit littéralement par « la chose de tout le monde ». Les morceaux sont de nouveau chantés par Gustav Ejstes.  L'album est sorti spécialement pour le Record Store Day du Black Friday.

## Discographie

### Albums studio
- 2001 : Dungen (Subliminal Sounds)
- 2002 : Dungen 2 (Subliminal Sounds)
- 2002 : Stadsvandringar [ASK),
- 2004 : Ta det lugnt (Subliminal Sounds)
- 2007 : Tio bitar (Subliminal Sounds (Suède), Kemado Records (USA))
- 2008 : 4 (Subliminal Sounds (Suède), Kemado Records (USA))
- 2010 : Skit i allt
- 2015 : Allas sak
- 2022 : En Är För Mycket och Tusen Aldrig Nog

### EP
- 2005 : Tyst Minut (Subliminal Sounds)

### Singles
- 2001 : Solen stiger upp (Dolores Recordings)
- 2002 : Stadsvandringar (Dolores Recordings)
- 2003 : Jag vill va’som du / Har du vart’ i Stockholm? (Dolores Recordings)
- 2005 : Panda (Memphis Industries)

### Compilations
- Who Will Buy These Wonderful Evils